# Silloth-on-Solway
Silloth-on-Solway är en civil parish i grevskapet Cumbria, i riksdelen England i Storbritannien. Orten har 2 906 invånare (2011).